# Astragalus badghysi
Astragalus badghysi es una rara especie de arbusto perteneciente a la familia de las leguminosas. Es originaria del Asia.
Es una planta herbácea perennifolia originaria de Turkmenistán en Mary.

## Taxonomía
Astragalus badghysi fue descrita por Mijaíl Popov y publicado en Botanicheskie Materialy Gerbariya Glavnogo Botanicheskogo Sada RSFSR 4: 157. 1923.
Etimología
Astragalus: nombre genérico derivado del griego clásico άστράγαλος y luego del Latín astrăgălus aplicado ya en la antigüedad, entre otras cosas, a algunas plantas de la familia Fabaceae, debido a la forma cúbica de sus semillas parecidas a un hueso del pie.
badghysi: epíteto geográfico que alude a su localización en la Provincia de Bādgīs.